# Observatoire astronomique de Palerme
L'observatoire astronomique de Palerme est un observatoire astronomique situé dans le palais des Normands de Palerme, en Sicile. Il est l'une des installations de recherche de l'Institut national italien d'astrophysique.

## Historique
L'observatoire est fondé en 1790 par le roi des Deux-Siciles Ferdinand Ier, à qui certains, notamment le vice-roi de Sicile, Francesco d'Aquino, prince de Caramanico, ont suggéré de fournir à la ville de Palerme un élément de prestige, comme un observatoire astronomique.
Il est difficile de trouver à ce moment-là un expert acceptant de travailler à Palerme. Le choix se porte finalement sur Giuseppe Piazzi, astronome et mathématicien. Le nouveau directeur commande immédiatement des instruments astronomiques des plus modernes afin d'en équiper l'observatoire. Il achète entre autres un instrument du fabricant britannique de renom Jesse Ramsden.
Piazzi fait réaliser la première coupole de l'observatoire. C'est à cet observatoire, avec le cercle de Ramsden, qu'il découvre la planète naine Cérès. Piazzi consacre le prix dont on l'honore à cette occasion à l'acquisition d'un télescope équatorial d'Edward Troughton. En 1817, Piazzi est déplacé à Naples pour achever la construction de l'observatoire astronomique de Capodimonte ; il laisse la direction à son collègue Niccolò Cacciatore.
Plus tard dans le même siècle l'observatoire acquiert un télescope équatorial des fabricants d'instruments d'optique Georg (de) et Sigmund Merz.
De 1931 à 1936 le directeur est Corradino Mineo, un membre de l'académie des Lyncéens ; il revient de 1938 à 1948. Ces années-là sont difficiles. L'observatoire était passé, en 1923 au rang de cabinet de curiosités. En 1939 on le prive de son seul instrument moderne, un télescope créé par Julius Wanschaff. Après la Seconde Guerre mondiale l'observatoire manque de fermer.
Les trois coupoles surmontant l'observatoire à l'origine ont été remplacées dans les années 1950 par des coupoles en fer, qui furent jugées trop lourdes. Des coupoles en cuivre les ont remplacées.
L'observatoire a reçu le nom de Giuseppe Salvatore Vaiana (it), qui l'a dirigé de 1976 à 1991.

## Aujourd'hui

### Astronomie
L'observatoire a, dans un bâtiment séparé, un laboratoire appelé Xact (X-ray : Astronomy Calibration and Testing Facility). Dans son centre de calcul, on fait des itérations et du débogage de modèles numériques et des mesures d'astrophysique (Scan : System of Calculation for Numerical Astrophysics).

### Histoire
Le musée de la Specola, qui se trouve au sommet de la tour oblique du palais normand, abrite des instruments des XVIIIe et XIXe siècles, dont des télescopes achromatiques, un sextant, quelques baromètres et thermomètres, le cercle de Palerme (de Ramsden) et le télescope de Troughton. On y trouve aussi des peintures de scientifiques.

## Compléments

### Liste partielle des directeurs
- Giuseppe Piazzi
- Niccolò Cacciatore
- Gaetano Cacciatore
- Domenico Ragona
- Pietro Tacchini
- Annibale Riccò
- Temistocle Zona
- Filippo Angelitti
- Corradino Mineo
- Francesco Zagar
- Corradino Mineo (it)
- Luciano Chiara
- Salvatore Leone
- Giuseppe Salvatore Vaiana
- Salvatore Serio
- Salvatore Sciortino
- Giuseppina Micela[5]